# 特羅斯佳內茨河 (亞霍爾雷克河支流)
特羅斯佳内茨河（烏克蘭語：Тростянець），是東歐的河流，流經烏克蘭和摩爾多瓦，屬於亞霍爾雷克河的支流，發源自羅曼尼夫卡附近，河道全長46公里，流域面積685平方公里。